# Kalle Kniivilä
Kalle Antero Kniivilä, född 22 januari 1965 i Joensuu i Finland, är en svensk journalist, sedan 1987 bosatt i Lund. 
Han var 1991–1992 Moskvakorrespondent för den finska tidningen Kansan Uutiset. Han har varit utlandsredaktör i Sydsvenska Dagbladet och har skrivit om Ryssland under president Vladimir Putin. 
Kalle Kniivilä hann tjänstgöra som pressråd på svenska ambassaden i Moskva i två månader tills han utvisades ur landet i december 2018, troligen som svar på att Sverige nekat två ryska medborgare diplomatvisum. Därefter förflyttades han till svenska ambassaden i Kiev. 
Kniivilä är esperantist. Han tilldelas Kanavapriset oktober 2014 för Putins folk – Rysslands tysta majoritet.